# Jillis Noozeman
Jillis Noozeman of Nooseman (Amsterdam, 28 februari 1627 [gedoopt] - Den Haag, 1 november 1682) was een Nederlands toneelschrijver en acteur.

## Biografie
Jillis Noozeman stamt uit een van oorsprong Brussels geslacht. Nadat Brussel in 1585 door de Spaanse troepen werd veroverd, vluchtte het gezin Noozeman vanwege het gereformeerde geloof naar Frankenthal in de Paltz. Dat blijkt uit de vermelding in het kerkelijk register van Mathias’ (Mathijs) doop in 1594. In 1619 gaat deze Mathijs te Amsterdam in ondertrouw met Sijtgen Jelis. Uit dit huwelijk werd in 1626 Jillis, de latere kluchtschrijver, acteur en leider van een reizend toneelgezelschap, geboren. Jillis Noozeman, ook vermeld als Jelis en Jilis, werd 28 februari 1627 in de Nieuwe Kerk gedoopt als Gilles, zoon van Mathijs Nosemans en Stijntje Jelis. Hij werd, net als zijn broer Jan Noozeman, acteur en toneelschrijver. Hij trouwde in 1649 met Ariana van den Bergh.
Jillis was van 1640 tot 1646 en van 1654 tot 1664 aan de Amsterdamse Schouwburg verbonden. Omdat die in de zomermaanden gesloten was, trok hij samen met enkele andere acteurs langs kermissen en hoven. In 1645 behoort Jillis tot de rondtrekkende compagnie ‘Nederduitsche Commedianten ofte Nederlantse Bataviers’, waartoe ook Adriaan van den Bergh en Triael Parker behoorden. Samen met Jan Baptist van Fornenbergh (1624 – 1697) en Triael Parker had Jillis de leiding van de ‘Oprechte Nederduytsche Commedianten’. In de Nederlanden werden optredens verzorgd in kermistenten voor betalend publiek. Hiervan zijn geen gedetailleerde gegevens bekend (zie verder Albach 1977). Wel is er documentatie over de voorstellingen aan hoven en in steden. Het laatstgenoemde gezelschap trad met veel succes op aan het Aartshertogelijk hof te Brussel, de koninklijke hoven te Kopenhagen en Stockholm, adellijke hoven in Noord-Duitsland en ook in steden als Hamburg, Kiel en Lübeck.
Over het persoonlijk leven van Jillis zijn we goed ingelicht. Hij trouwde in 1650 met Ariana, de dochter van de eerdergenoemde acteur Adriaan van den Bergh. Zij werd de eerste vrouwelijke toneelspeler in de Nederlanden. Van 1655 tot haar overlijden in 1661 speelde zij met veel succes tal van rollen in de Amsterdamse Schouwburg (Albach 1996). Jillis hertrouwde vier jaar later met Johanna, de veertienjarige dochter van Jan Baptist van Fornenbergh. Maria Noozeman, de dochter uit het eerste huwelijk, gaf in 1682 haar jawoord aan de dertig jaar oudere Jan Baptist.

## Werken
Noozeman schreef een aantal kluchten. Hij wordt een van de beste komedieschrijvers van zijn tijd genoemd. Lichte Klaartje, de Berooide Student en de Bedrogen Dronkaard kunnen wel als zijn meest succesvolle kluchten beschouwd worden. Deze kluchten werden zo rond 1650 geschreven.
Huwelijksbedrog, goedgelovigheid en dronkenschap zijn de thema's in Noozemans kluchten. Zo wordt in Lichte Klaartje de hoofdpersoon door zijn vrouw bedrogen met Karel de soldaat. Ondanks het feit dat haar man dit overspel door heeft is hij zo'n sul dat hij aan het eind zelf voor zijn vrouw op de knieën gaat. De gerijmde taal geeft de stukken vaak een humoristische lading mee. Noozemans kluchten worden nog steeds uitgevoerd.
Jillis Nooseman verdient zijn plaats in de Nederlandse letterkundige geschiedenis vanwege de kwaliteit, kwantiteit en populariteit van zijn kluchten (Porteman&Smits-Veldt 2008, zie register aldaar). De klucht is de dramatische kunstvorm die op komische wijze het volkse leven verbeeldt. Binnen deze algemene definitie, die in de inleidingen van Noosemans Lichte Klaartje en in Beroyde Student en Bedrooge Dronkkaart gebruikt wordt, stuwt bedrog dikwijls, op touw gezet door een scherpzinnig personage, de handeling. De domheid van het slachtoffer, die de situatie niet doorziet, wekt dan de lachlust bij het publiek (Van Stipriaan 1996).
Enkele kluchten van Nooseman zijn in de tweede helft van de zeventiende en het begin van de achttiende eeuw bijzonder populair geweest bij het publiek. We mogen dit afleiden uit het aantal herdrukken en de gegevens over de aantallen opvoeringen als naspel in de Amsterdamse Schouwburg. Sinds de heruitgave van drie van zijn kluchten vanaf 1999 (zie de bibliografie) werden vanaf 2004 door de Leydse KluchtenCompagnie opvoeringen van deze kluchten in bewerkingen door Johan Volkers voor de Leidse Rembrandt-festivals en Lakenfeesten (waarbij de Beroyde student ook onder de titel Tik van de molen werd gebracht) gerealiseerd. De rijm is bij de hertaling gehandhaafd en leidt nog steeds toch komische uitspraken als:
"Mist u bij uw man het ware genoegen, laat Leendert het akkertje ploegen" en "Ach, moeder, waarom toch zo'n verdriet? Ach,het is pas na m'n dood dat ik van het leven geniet!"
De onderstaande kluchten staan op naam van Jillis Noozeman.
- Hans van Tongen (1644) werd zeventien keer als naspel in de Amsterdamse Schouwburg gespeeld. Het is een knappe verhollandsing van een vertelling uit de Decamerone. Van Stipriaan (1996, 143-157) en Van Leuvensteijn (2005) gaan hier uitvoerig op in. Hans is samen met nog twee (ornament-)schilders aan het werk in een nieuw, gedeeltelijk gereed huis. Als hij de eigenares ziet, is hij op slag verliefd. Daar maken zijn collega’s misbruik van door hem in een compromitterend samenzijn met haar te brengen en hem dan door zijn inmiddels gewaarschuwde echtgenote te laten overvallen.
- Lichte Klaartje (2de druk 1645), dat ook op de Decamerone teruggaat, werd in de periode 1645 tot ’65 wel 79 keer in de Amsterdamse Schouwburg opgevoerd. Heruitgave uit 1999 door Arjan van Leuvensteijn en Jeanine Stuart, inmiddels opgenomen in de Digitale Bibliotheek der Nederlandse Letteren. Het thema is overspel door de vrouw in combinatie met de domheid van de echtgenoot, waardoor hij uiteindelijk het slachtoffer wordt en niet zijn overspelige echtgenote. Klaartje laat haar minnaar komen, als haar echtgenoot met de knecht het huis voor enkele dagen verlaat. Vermomd als muzikanten bespieden zij het minnend paar, als zij in de herberg de vrolijkheid voor hun moeten verhogen. Als de echtgenoot de Schout erbij haalt, is Klaartje met haar minnaar al gevlogen. Thuis treft de Schout haar hardwerkend aan. De echtgenoot moet zijn beschuldiging terugnemen en aan Klaartje genade smeken opdat zij het huwelijk niet zal laten ontbinden op grond van zijn wangedrag.
- De thema’s van de Beroyde Student (1646) zijn overspel – in dit geval door de vrouw - en bedrog. Door zijn slimheid maakt de student ten koste van de overspeligen handig gebruik van de situatie waarin hij zich bevindt. De molenaar is naar de herberg om eens flink te drinken met zijn vrienden. De student komt uitgeput bij de molen aan en vraagt de molenarin toestemming om daar te mogen overnachten. Zij verwacht echter haar minnaar en weigert hem de toegang. De student legt zich buiten onder een bank bij de deur te rusten, maar blijft oplettend. Dan verschijnt de minnaar met overdaad aan lekkernijen en drank. Terwijl het minnende paartje zich te goed doet, nadert de dronken molenaar. Razendsnel verbergt de dienster de heerlijkheden en de minnaar verdwijnt onder een ton. De molenaar troont - ondanks verzet van zijn vrouw - de student mee naar binnen. Aangezien hij weleens gehoord heeft dat een student ook in de zwarte magie onderlegd is, vraagt hij de jongeman zijn kunsten te vertonen. De student ‘tovert’ dan de inmiddels verstopte lekkernijen en drank tevoorschijn. Daarbij roept hij in kolderieke monologen de vreemdste duivels aan en het wordt de molenaar, die als enige de leugen voor waarheid houdt, bang te moede. De molenaar en de student doen zich te goed aan het overdadige voedsel en de drank. De domme molenaar doorziet het bedrog door zijn vrouw en door de student niet.
- Bedrooge dronkkaart, of Dronkke-mans HEL (1649) is op het bekende thema gebaseerd, dat iemand bewusteloos raakt en hem bij terugkeer in de werkelijkheid wordt wijsgemaakt, dat hij gestorven is. De man, die in dronkenschap geregeld zijn vrouw afranselde, worden de verschrikkingen van de hel en het lot van zijn bekenden ter lering voorgehouden. De tekst uit de heruitgave door Ineke Grootegoed, Arjan van Leuvensteijn en Marielle Rebel uit 2004 is in de Digitale Bibliotheek der Nederlandse Letteren opgenomen.
- Krijn Onverstand, of Vrouwen Parlement, dat in 1659 voor het eerst op de planken werd gebracht, is een grove klucht over de machtsstrijd tussen man en vrouw. Alleen in de Fondation Custodia te Parijs is hiervan een exemplaar bekend. De oudst bewaarde druk in Nederlandse bibliotheken dateert van 1671.
- Naar wordt aangenomen werd de anonieme bewerking van Quinaults Amants brouillés door Jillis Nooseman en Jan Baptist van Fornenbergh bewerkt tot De Wanhébbelijke liefde (1678). De zoon verzoekt zijn vader om bij de moeder van zijn geliefde de hand van haar dochter te vragen. De vader raakt echter verliefd op de schone en haar moeder op de geliefde van haar dochter. Na wat verwikkelingen trouwen de jongelui met elkaar, evenals de oudelui.

Een tweetal kluchten wordt door Ben Albach (1977: 55) aan Jan Nooseman, de broer van Jillis, toegeschreven: Holbolligen Rombout, of de Getemde Snorker (1649) en Gelukkige Bedriegerij (1649). Vooral de eerste was bijzonder populair en wordt vandaag de dag nog regelmatig door de Leydse KluchtenCompagnie (bewerking NH Roelandse) gespeeld.

## Moderne edities en verdere secundaire literatuur
- Ben Albach, Langs kermissen en hoven. Ontstaan en kroniek van een Nederlands toneelgezelschap in de 17de eeuw. De Walburg Pers Zutphen 1977.
- Ben Albach, ’30 juni 1655. Ariana Noozeman ontvangt f 76,50 voor zeventien optredens in de Schouwburg’. In: R.L. Erenstein (red.), Een theatergeschiedenis der Nederlanden. Tien eeuwen drama en theater in Nederland en Vlaanderen, Amsterdam University Press [1996], 234-241.
- W.D. Hooft, Door-trapte Meelis en J. Noozeman, Lichte Klaartje uitgegeven door Arjan van Leuvensteijn en Jeanine Stuart. Stichting Neerlandistiek VU Amsterdam, Nodus Publikationen Münster 1999.
- Arjan van Leuvensteijn, ‘De komische strategie van de kluchtschrijver J. Nooseman’. In: C. Bálint, R. Eszenyi en O. Varga (red.), Het belang van kleine talen in een nieuw Europa. Verzameling van internationale bijdragen tot de neerlandistiek ter gelegenheid van het tienjarig bestaan van de Vakgroep Nederlands, 172-182. Vakgroep Nederlands Károli Gáspár Protestantse Universiteit Budapest 2005.
- J. Noozeman, Beroyde Student en J. Noozeman Bedrooge Dronkkaart, of Dronkke-Mans HEL. Met inleiding en annotaties uitgegeven door Ineke Grootegoed, Arjan van Leuvensteijn en Marielle Rebel. Stichting Neerlandistiek VU Amsterdam, Nodus Publikationen Münster 2004.
- R. van Stipriaan, Leugens en vermaak. Boccaccio’s novellen in de kluchtcultuur van de Nederlandse Renaissance. Amsterdam University Press [1996].
- Karel Porteman & Mieke B. Smits-Veldt, Een nieuw vaderland voor de muzen. Geschiedenis van de Nederlandse literatuur 1560-1700. Uitgeverij Bert Bakker Amsterdam 2008.